# Myllykosken Pallo-47
El Myllykosken Pallo-47 (o MYPA, anteriormente MyPa) es un club de fútbol de Finlandia. Su sede está en la villa industrial de Myllykoski, parte de la ciudad de Kouvola desde enero de 2009. Jugaba en la Veikkausliiga de forma continua desde 1992 hasta que en el año 2015 por problemas financieros descendieron a la sexta categoría (Kutunen). Actualmente milita en la Cuarta división del fútbol finlandés. 

## Historia
El MyPa se fundó en 1947 en la localidad de Anjalankoski, al sur del país. Al desarrollo del club contribuyó el establecimiento de la industria papelera en la región, que invirtió su dinero en un campo de fútbol profesional y ayudó al fútbol de la región. El club comenzó a competir y debutó en la máxima categoría finlandesa en 1975, aunque descendió un año después.
Jugó en la Veikkausliiga de forma continua desde 1992. El club quedó en segunda posición durante 4 temporadas consecutivas desde 1993 a 1996, y ganó la Copa de Finlandia en 1992 y 1995. Tras varias temporadas en buenas posiciones, el MyPa ganó su primera liga en 2005.

## Palmarés

### Torneos nacionales (4)
- Primera División de Finlandia (1): 2005
- Copa de Finlandia (3): 1992, 1995, 2004
- Subcampeón de la Primera División de Finlandia (5): 1993, 1994, 1995, 1996, 2002

## Participación en competiciones de la UEFA
| Temporada | Torneo                | Ronda            | Club                  | Marcador | Global |
| --------- | --------------------- | ---------------- | --------------------- | -------- | ------ |
| 1993–94   | UEFA Cup Winners' Cup | Clasificatoria   | Valur                 | 1–3, 0–1 | 1–4    |
| 1994–95   | UEFA Cup              | Clasificatoria   | Inter Bratislava      | 3–0, 0–1 | 3–1    |
| 1994–95   | UEFA Cup              | 1                | Boavista FC           | 1–2, 1–1 | 2–3    |
| 1995–96   | UEFA Cup              | Clasificatoria   | Motherwell FC         | 3–1, 0–2 | 3–3    |
| 1995–96   | UEFA Cup              | 1                | PSV                   | 1–1, 1–7 | 2–8    |
| 1996–97   | UEFA Cup Winners' Cup | Clasificatoria   | FK Qarabağ            | 1–0, 1–1 | 2–1    |
| 1996–97   | UEFA Cup Winners' Cup | 1                | Liverpool FC          | 0–1, 1–3 | 1–4    |
| 1997–98   | UEFA Cup              | Preliminar       | Apollon Limassol      | 1–1, 0–3 | 1–4    |
| 2000      | UEFA Intertoto Cup    | 1                | Neuchâtel Xamax       | 1–2, 3–3 | 4–5    |
| 2001–02   | UEFA Cup              | Clasificatoria   | Helsingborgs IF       | 1–3, 1–2 | 2–5    |
| 2002–03   | UEFA Cup              | Clasificatoria 1 | Odense BK             | 1–0, 0–2 | 1–2    |
| 2003–04   | UEFA Cup              | Clasificatoria   | BSC Young Boys        | 3–2, 2–2 | 5–4    |
| 2003–04   | UEFA Cup              | 1                | FC Sochaux            | 0–1, 0–2 | 0–3    |
| 2004      | UEFA Intertoto Cup    | 1                | FC Tescoma Zlín       | 1–1, 2–3 | 3–4    |
| 2005–06   | UEFA Cup              | Clasificatoria 1 | FC TVMK               | 1–1, 1–0 | 2–1    |
| 2005–06   | UEFA Cup              | Clasificatoria 2 | Dundee United FC      | 0–0, 2–2 | 2–2    |
| 2005–06   | UEFA Cup              | 1                | Grasshopper           | 1–1, 0–3 | 1–4    |
| 2006–07   | UEFA Champions League | Clasificatoria 1 | The New Saints FC     | 1–0, 1–0 | 2–0    |
| 2006–07   | UEFA Champions League | Clasificatoria 2 | FC Copenhagen         | 2–2, 0–2 | 2–4    |
| 2007–08   | UEFA Cup              | Clasificatoria 1 | EB/Streymur           | 1–0, 1–1 | 2–1    |
| 2007–08   | UEFA Cup              | Clasificatoria 2 | Blackburn Rovers FC   | 0–1, 0–2 | 0–3    |
| 2010–11   | UEFA Europa League    | Clasificatoria 1 | JK Narva Trans        | 2–0, 5–0 | 7–0    |
| 2010–11   | UEFA Europa League    | Clasificatoria 2 | UE Sant Julia         | 3–0, 5–0 | 8–0    |
| 2010–11   | UEFA Europa League    | Clasificatoria 3 | Politehnica Timişoara | 1–2, 3–3 | 4–5    |
| 2012–13   | UEFA Europa League    | Clasificatoria 1 | Cefn Druids AFC       | 0–0, 5−0 | 5−0    |
| 2012–13   | UEFA Europa League    | Clasificatoria 2 | FC Rapid București    | 1–3, 0–2 | 1–5    |
| 2014–15   | UEFA Europa League    | Clasificatoria 1 | ÍF                    | 1–0, 0–0 | 1–0    |
| 2014–15   | UEFA Europa League    | Clasificatoria 2 | Dinamo Minsk          | 0-0, 0-3 | 0-3    |

### Participación en torneos Internacionales
| Torneo                         | PJ | PG | PE | PP | GF | GC | Dif | Puntos |
| ------------------------------ | -- | -- | -- | -- | -- | -- | --- | ------ |
| Liga de Campeones de la UEFA   | 4  | 2  | 1  | 1  | 4  | 4  | 0   | 7      |
| Recopa de Europa               | 6  | 1  | 1  | 4  | 4  | 9  | -5  | 4      |
| Copa de la UEFA / Liga Europea | 42 | 12 | 13 | 17 | 51 | 57 | -6  | 49     |
| Copa Intertoto                 | 4  | 0  | 2  | 2  | 7  | 9  | -2  | 2      |
| Total                          | 56 | 15 | 17 | 25 | 66 | 79 | -13 | 62     |